# Hélio Jaguaribe

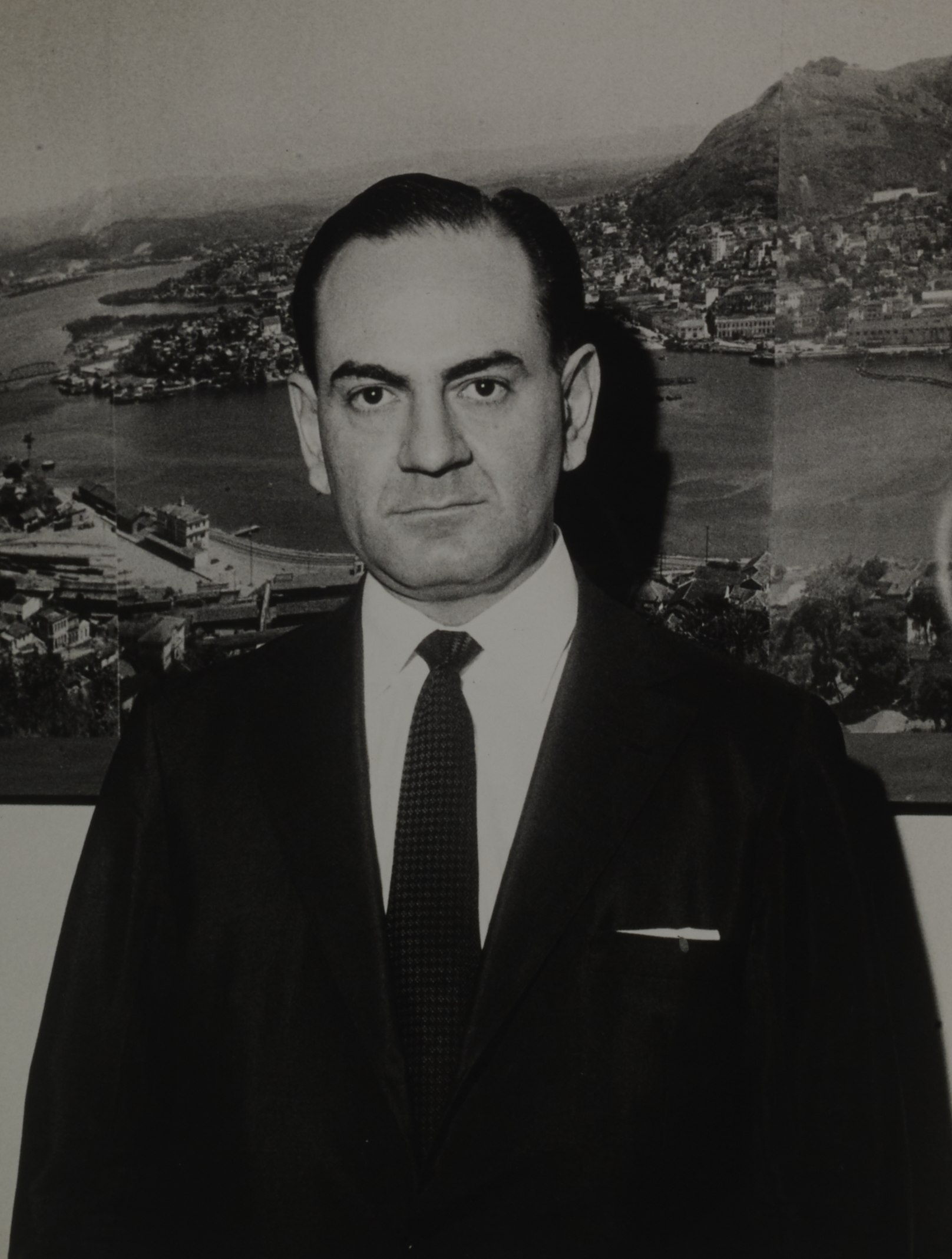
Hélio Jaguaribe

Hélio Jaguaribe Gomes de Mattos, bekannt als Hélio Jaguaribe (* 23. April 1923 in Rio de Janeiro; † 9. September 2018 ebenda), war ein brasilianischer Soziologe, Wirtschaftswissenschaftler, Politikwissenschaftler und Autor.

## Vita
Hélio Jaguaribe war der Sohn von Francelina Jaguaribe Santos de Mattos und General Francisco de Mattos Jaguaribe, einem Geographen und Kartographen, der Mitglied der Rondon-Kommission (Comissão Rondon) war.
Jaguaribe studierte ab 1946 Rechtswissenschaften an der Katholischen Universität Rio de Janeiro. Im Jahr 1952 begann er mit einer Gruppe junger Sozialwissenschaftler ein Projekt zur Neuformulierung des Verständnisses der brasilianischen Gesellschaft.
Im folgenden Jahr gründete er das brasilianische Institut für Volkswirtschaftslehre, Soziologie und Politik, das Instituto Brasileiro de Economia, Sociologia e Política (IBESP), dessen Generalsekretär und Direktor er war. 1953 bis 1956 gab das Institut die in Brasilien und Lateinamerika einflussreiche Zeitschrift Cadernos de Nosso Tempo (Hefte unserer Zeit) heraus.
Ab 1956 bis 1958 war er entscheidend am Aufbau und der politischen Ausrichtung des 1955 im Auftrag des Ministeriums für Bildung und Kultur (Ministério da Educação e Cultura) gegründeten sozialwissenschaftlichen Hochschul-Institut für brasilianische Studien Instituto Superior de Estudos Brasileiros, ISEB, beteiligt und wurde Leiter des damit verbundenen Instituts für Politikwissenschaft, Departamento de Ciência Política.
Nachdem er den Militärputsch von 1964 öffentlich verurteilt hatte, verließ er Brasilien und lehrte in den Vereinigten Staaten: 1964 bis 1966 an der Harvard University, 1966 bis 1967 an der Stanford University und von 1968 bis 1969 am MIT, dem Massachusetts Institute of Technology.
1969 nach Brasilien zurückgekehrt, war er an der 1902 in Rio de Janeiro gegründeten Privatuniversität Cândido Mendes, Universidade Candido Mendes, Direktor für internationale Angelegenheiten. Mit der Gründung des Instituts für politische und soziale Studien (Instituto de Estudos Políticos e Sociais, IEPES), 1979 in Rio de Janeiro, wurde er dort zum Dekan. 2003, mit 80 Jahren emeritiert, forschte er dort weiter.
Jaguaribe engagierte sich in der brasilianischen Politik: 1985, während der Regierungszeit von José Sarney war er Koordinator des gesellschaftsreformerischen „Projeto Brasil 2000“. 1988 war er an der Gründung der Sozialdemokratischen Partei Brasiliens, des Partido da Social Democracia Brasileira (PSDB) beteiligt und 1992 einige Monate Minister für Wissenschaft und Technologie der Regierung Fernando Collor de Mello.
Jaguaribe verstarb 95-jährig und ist auf dem Friedhof Cemitério de São João Batista in Rio de Janeiro begraben. Er war mit Maria Lucia Charnaux Jaguaribe verheiratet, mit der er fünf Kinder hatte. Sein Sohn ist der Diplomat und Präsident der Agência Brasileira de Promoção de Exportações e Investimentos (Apex-Brasil).

## Wissenschaftliche Projekte
1994 bis 1999 leitete Jaguaribe ein Forschungsprojekt „A Critical Study of History“, dessen Ergebnisse 2001 in einer zweibändigen Studie veröffentlicht wurden. Die Untersuchung wurde unter der Schirmherrschaft der UNESCO durchgeführt und von einem Beratungsteam international bedeutender Historiker unterstützt.
In dieser Studie wurden, ausgehend von der sumerisch-akkadischen, sechzehn große Zivilisationen untersucht, welche Bedingungen ihre Entstehung, Entwicklung und möglicherweise ihren Zerfall beeinflussten, und welche Schlussfolgerungen sich daraus für ein besseres Verständnis unserer Zeit und unserer Position im Strom der Geschichte ableiten lassen.
Ab 2004 begann Hélio Jaguaribe eine weitere große Studie, „Die Stellung des Menschen im Kosmos“ (O Posto do Homem no Cosmos). Die 2006 veröffentlichte Studie versucht, ausgehend vom Grundgedanken der 1928 veröffentlichten gleichnamigen Schrift Max Schelers, eine Neubestimmung der Stellung des Menschen im Kosmos auf dem gegenwärtigen Stand der Wissenschaft.

## Ehrungen
Hélio Jaguaribe wurde am 3. März 2005 in die Academia Brasileira de Letras, die brasilianische Akademie der Literatur in Rio de Janeiro, aufgenommen. Er war in Nachfolge von Celso Furtado der neunte Inhaber des nach Fagundes Varela benannten Sitzes Nummer 11.
Für seinen Beitrag zu den Sozialwissenschaften, zur Lateinamerikanistik und zur Analyse der internationalen Beziehungen verliehen ihm mehrere Universitäten einen Dr. honoris causa: die Johannes Gutenberg-Universität Mainz (1983), die Universidade Federal da Paraíba (1992) und die Universität von Buenos Aires (2001).

## Veröffentlichungen
Jaguaribe veröffentlichte an die 37 Werke monografischer Art, darunter:
- Problemas do desenvolvimento latinoamericano. Estudos de política. 1967. Portugiesisch.
- La dominación de América Latina. 1968. Spanisch.
- The European Union, MERCOSUL, and the new world order. 2003. Englisch.
- Mitautor von: La Dependencia Politico-Econômica de América Latina. Siglo XXI, México 1970. 2. Auflage, 1987. Spanisch.
- Political and Economic Development. Harvard University Press, Cambridge 1958.
- A General Theory and a Latin American Case Study. In: Political Development. Harper & Row, New York 1973. Englisch.
- Brasil: Crise e Alternativas. Zahar Editor, Rio de Janeiro 1974.
- Hrsg. mit Karl Deutsch u. a.: Problems of World Modeling. Ballinger Publ. Co., Cambridge 1977. Englisch.
- Introdução ao Desenvolvimento Social. Paz e Terra, Rio de Janeiro 1979. Portugiesisch.
- El Nuevo Escenario Internacional. Fondo de Cultura Económica, México 1985.
- Mitautor von: Brasil, 2000. Editora Paz e Terra, Rio de Janeiro 1986. Portugiesisch.
- Alternativas do Brasil. José Olympio Editora, Rio de Janeiro 1989.
- Mitautor von: Brazil: Social and Economic Survey. IN SIGHT, Rio de Janeiro 1994.
- Brasil Hoy. Perspectivas Sociales y Políticas, Implicancias sobre el Mercosur. FUNAN, 1994.
- Mitautor von: Sagrado e Profano. XI Retratos de um Brasil Fim de Século. Agir, Rio de Janeiro 1994.
- Brasil, Homem e Mundo – Reflexão na Virada do Século. Topbooks, Rio de Janeiro 2000.
- mit Aldo Ferrer: Argentina y Brasil en la Globalización. Fondo de Cultura Económica, Buenos Aires 2001.
- Um Estudo Crítico da História. Editora Paz e Terra, São Paulo 2001. 2 Bände.
- O Posto do Homem no Cosmos. Editora Paz e Terra, São Paulo 2006, ISBN 85-7753-006-X.